# Petrus Alfonsi

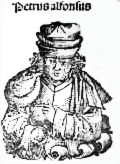
Petrus Alfonsi

Petrus Alfonsi (auch Petrus Alfunsis, Aldefonsi; * vor 1075 in Spanien; † nach 1130 in Spanien) war ein spanischer Arzt und der Verfasser der Disciplina clericalis.
Sein ursprünglicher jüdischer Name war Moses bzw. Moses Sephardi. Er war nach eigenen Angaben zunächst Rabbiner und nahm nach seiner Taufe am 29. Juni 1106 in der Kathedrale Huesca (vermutlich auch sein Geburtsort) den christlichen Namen Petrus Alfonsi an, wobei er dem Namen des Apostelfürsten den Namen seines Taufpaten, König Alfons I. von Aragón, hinzufügte, dessen Leibarzt er möglicherweise war.
Zwischen 1110 und spätestens 1116 ging er von Spanien für einige Jahre nach England und danach war er in Frankreich, wie aus seinen Epistola ad peripateticos in Francia (um 1116) hervorgeht, in denen er Studenten in Frankreich nahelegt, die überlegene arabische Literatur zur Astronomie zu benutzen statt ihre überkommenen lateinischen Lehrbücher, und allgemein für das Studium von Astronomie und Astrologie wirbt. Er war in hebräischer und arabischer Tradition unterrichtet worden und war vertraut mit dem Talmud und arabische Werken in Philosophie, Medizin und Astronomie. Er war einflussreich, wie die Tatsache beweist, dass 160 Manuskripte seiner Werke erhalten sind. Nach einer der Handschriften war er eine Zeitlang Leibarzt von Heinrich I. in England. 1121 ist er wieder am Hof von Alfons I. bezeugt.
Alfonsi verfasste naturwissenschaftliche und theologische Schriften, darunter die Dialogi contra Judaeos, ein fiktives Gespräch zwischen einem Christen und einem Juden (seinem früheren jüdischen Selbst Moses und seinem späteren christlichen Selbst Peter), das sich mit dem Verhältnis der beiden Religionen befasst und sich dabei gegen den Talmud wendet und diesen als der arabisch-griechischen Wissenschaft und insbesondere der Astronomie widersprechend lächerlich macht. Sowohl Judentum (in Form der talmudischen Lehre) als auch Islam werden als nicht vereinbar mit den Wissenschaften zurückgewiesen, im Gegensatz zum Christentum. Mit 65 bekannten Handschriften waren die Dialogi einer der meistverbreiteten antijüdischen Texte im lateinischen Mittelalter und beeinflussten unter anderen Petrus Venerabilis, Joachim von Fiore und Vinzenz von Beauvais. Alfonsi gibt darin auch seiner Überzeugung Ausdruck, dass nur die Erforschung der Natur zur Erkenntnis Gottes führe.
Sein wohl bekanntestes Werk ist jedoch die um 1115 verfasste Disciplina clericalis. Es handelt sich dabei um eine Sammlung von kurzen novellenartigen Erzählungen, Legenden und Fabeln, die in Verbindung mit Sentenzen und Vater-Sohn-Dialogen zur Illustration menschlicher Verhaltensweisen dienen sollen. Sie sind die älteste erhaltene lateinische Exempla-Sammlung des Mittelalters, waren einflussreich in der europäischen Literatur (wie Bocaccio, Chaucer) und verbreiteten auch Erzählmotive aus dem Orient. In jüngster Zeit haben diese kurzen Geschichten wegen ihres recht einfachen Lateins in adaptierter Form Eingang in den Lateinunterricht der deutschen Gymnasien gefunden und dienen dort nach Abschluss der Lehrbucharbeit als mögliche Anfangslektüre oder Übergangslektüre.
Alfonsi war einer der ersten, der arabisches Wissen nach England brachte, und er hatte dort Schüler wie Adelard von Bath und Walcher of Malvern. Von ihm stammt eine Übersetzung des Zij al-Sindhind von al-Chwarizmi in Form astronomischer Tafeln (fehlerhaft und später von Adelard von Bath überarbeitet). Sie ist auf 1116 datierbar.
Sein Lehrer-Schüler Dialog Humanum proficuum ist verschollen (er wird 1208 von Petrus von Cornwall zitiert).
Eine Identifizierung Alfonsis mit Peter von Toledo, der an der Koran-Übersetzung im Auftrag von Petrus Venerabilis gemeinsam mit Robert von Ketton beteiligt war (abgeschlossen 1143), wird von James Kritzeck zurückgewiesen.